# Гимли (Манитоба)
Гимли (англ. Gimli) — посёлок, административный центр одноимённого сельского муниципалитета, 
в области Интерлейк, провинции Манитоба в Канаде.
Численность населения в 2011 году составляла 1916 человек.

## История
Поселение основано иммигрантами из Исландии в 80-х годах XIX века. В 1906 году Гимли достигла Канадская тихоокеанская железная дорога, благодаря чему окрестности приобрели популярность у туристов.
В 1908 году поселение получило статус деревни. С начала 1947 по конец 2002 годов Гимли имел статус города.
23 июля 1983 года в близлежащем аэропорту произошёл инцидент с Boeing 767 компании Air Canada, известный как Гимли Глайдер.
Регион, где расположен посёлок и окрестности, известен под названием «Новая Исландия», здесь сохранились исландский язык и культура, в Гимли ежегодно проводится Исландский фестиваль Манитобы.

## География и климат
Расположен на западном берегу озера Виннипег.
Климат влажный континентальный. Количество солнечных дней в году — 318 в среднем.

## Транспорт
От Гимли до Виннипега проходит провинциальное шоссе 9. В 3,7 км к западу от Гимли расположен аэропорт «Индустриальный парк Гимли» (Код ИКАО: CYGM).

## Спорт
В посёлке есть кёрлинг-клуб (Gimli CC). Женская команда в составе Керри Эйнарсон, Валери Свитинг, Шэннон Бёрчард, Бриан Мейлё, Кристин Карвацки (запасной), Хизер Недохин (тренер) два сезона подряд (2019-20 и 2020-21) выигрывала Чемпионат Канады по кёрлингу среди женщин.